# 1903 au Canada
Pour un article plus général, voir Chronologie du Canada.
Cet article traite des événements qui se sont produits durant l'année 1903 au Canada.

## Événements
- Glissement de terrain à Frank, Alberta qui a tué 70 personnes.

### Politique
- 3 octobre : élection générale britanno-colombienne de 1903. Les conservateurs de Richard McBride remportent cette élection.
- 20 octobre : traité Hay-Herbert. Résolution de la Dispute de la frontière de l'Alaska au profit des États-Unis.

### Sport
- Les Silvers Seven d'Ottawa remportent la Coupe Stanley.
- Fondation de l'équipe de hockey les Wanderers de Montréal.

### Économie
- Février : fondation de la compagnie Domtar.
- 24 octobre : constitution du Grand Trunk Pacific Railway (construit entre 1906 et 1914).

### Science
- La Société royale d'astronomie du Canada reçoit une charte royale.

### Culture
- L'Appel de la forêt du romancier américain Jack London. L'action se passe au Yukon à l'époque du Klondyke.

### Religion
- Le père Victor Lelièvre commence à œuvrer dans le Quartier Saint-Sauveur (Québec).

## Naissances
- 15 février : Sarto Fournier, maire de Montréal.
- 16 février : Georges-Henri Lévesque, religieux et sociologue.
- 25 février : King Clancy, joueur de hockey sur glace.
- 2 avril : Lionel Chevrier, politicien.
- 10 juin : Alexander Wallace Matheson, premier ministre de l'Île-du-Prince-Édouard.
- 23 juin : Paul Joseph James Martin, politicien.
- 30 juillet : Alan Macnaughton, homme politique fédéral provenant du Québec.
- 25 août : Rose Ouellette surnommée La Poune, comédienne du burlesque.
- 22 septembre : Morley Callaghan, auteur.
- 4 octobre : Bona Arsenault, journaliste et historien.
- Léa Roback, militante syndicaliste et communiste.
- 8 décembre : Louis-Marie Régis, personnalité religieux.

## Décès
- 7 janvier : Robert Atkinson Davis, premier ministre du Manitoba.
- 26 juin : Donald Farquharson, premier ministre de l'Île-du-Prince-Édouard.
- 19 avril : Oliver Mowat, premier ministre de l'Ontario.
- 8 novembre : Louis François Rodrigue Masson, lieutenant-gouverneur du Québec.
- 12 novembre : William Doran, maire de Hamilton.